# Heodes sinestraradiata
Heodes sinestraradiata är en fjärilsart som beskrevs av Henri Saussure 1914. Heodes sinestraradiata ingår i släktet Heodes och familjen juvelvingar. Inga underarter finns listade i Catalogue of Life.